# Popcorn party
De Popcorn party is een kermisattractie gebouwd door Sobema. De draaimolen lijkt enigszins op een Breakdance. De Popcorn party heeft vier kruisen met elk twee gondels voor vier personen. Anno 2017 reisde de draaimolen op een vaste route rond in België.

## Geschiedenis
De première van de Popcorn party was in 1995. In de beginjaren waren er problemen met de snelheid van de molen. Bij KMG in Nederland werd de molen grondig verbouwd. Het dak werd verwijderd en het aantal gondels per kruis werd van drie naar twee teruggebracht om het transport te vergemakkelijken.

## Sobema
Sobema was een Belgisch bedrijf dat verschillende molens gemaakt heeft. De firma heeft onder andere de Shaker en een paar Breakdancen gebouwd.